# Pseudechis colletti
Pseudechis colletti, ibland kallad Colletts orm eller Colletts kobra, är en giftig ormart som beskrevs av George Albert Boulenger år 1902. Pseudechis colletti ingår i släktet Pseudechis, och familjen giftsnokar och underfamiljen havsormar. Inga underarter finns listade. Pseudechis colletti finns i Queensland i Australien.

Arten är med en genomsnittlig längd av 1,5 meter en medelstor till stor orm. Bålen har i tvärsnitt nästan en cirkelrund form. Den är täckt av mörkbruna och rödbruna fjäll som skapar ett kopparfärgat mönster. Fjällen på huvudet är betydlig större än på andra kroppsdelar.
Individerna är under sommaren nattaktiva och under den kalla årstiden aktiva på dagen. De vistas i gräsmarker och i öppna skogar. Antagligen gömmer sig arten i jordhålor eller bakom tät växtlighet. Troligen jagar arten groddjur, mindre ormar och små däggdjur. Fortplantningssättet är inte känt. Hos de flesta andra släktmedlemmar lägger honor ägg men Pseudechis porphyriacus föder levande ungar (vivipari).